# 救亡日报
《救亡日报》为抗日战争期间中国文化界救亡协会的机关报，为一份左派报纸。
民国27年5月，该报创办于上海，日军攻陷上海前，迁往广州，民国28年1月初迁往桂林，现桂林市还有救亡日报社旧址及救亡日报印刷厂旧址。该报由国共在上海合办，报社社长为郭沫若，共产党方面，主编为夏衍，副刊主编为林林；国民党方面，樊仲云任总编辑，汪馥泉任编辑部主任。周寒梅任经理。民国30年2月28日停刊。